# 彼得·呂姆克爾夫
彼得·呂姆克爾夫（德語：Peter Rühmkorf，1929年10月25日—2008年6月8日），德國著名戰後作家。曾使用的筆名有：Leo Doletzki、Leslie Maier、Johannes Fontara、Lyng、John Frieder、Hans-Werner Weber、Harry Flieder、與Hans Hingst。
呂姆克爾夫1952年開始寫作，至1956年間固定於漢堡的「Zwischen den Kriegen （戰爭之間）」雜誌發表文章，與威爾納·黎格爾、阿諾·施密特與庫爾特·希勒，共同成為「Studentenkurier」（即今「konkret」）政論月刊1955年創刊的創刊作家。

## 主要獎項
- 1979年，Erich Kästner Preis für Literatur der Erich Kästner Gesellschaft
- 1986年，Arno Schmidt Preis
- 1988年，Heinrich Heine Preis des Ministeriums für Kultur der DDR
- 1993年，Georg Büchner Preis